# Рэгланд, Джек
Джек Рэгланд (англ. Jack Williamson Ragland, 9 октября 1913, Хатчинсон, Канзас — 14 июня 1996, Тусон, Аризона) — американский баскетболист, участник летних Олимпийских игр 1936 года в Берлине, олимпийский чемпион.

## Биография
Джек Рэгланд до 1934 года играл в баскетбольной команде Университета Уичито. В одной команде с ним играл будущий партнёр по олимпийской сборной Фрэнк Джонсон. Позже он ещё четыре года играл в баскетбольных командах Ассоциации любительского спорта, сначала в Globe Refiners, которая делегировала его в олимпийскую команду 1936 года, а затем в Phillips 66ers. Свою деловую карьеру он начал в компании Phillips, но затем создал собственный бизнес, работая земельным агентом.